# غرايسون هارت
غرايسون هارت (بالإنجليزية: Grayson Hart)‏ هو لاعب اتحاد الرغبي نيوزيلندي، ولد في 19 يونيو 1988 في كايتيا ‏ في نيوزيلندا.